# Hổ đấu với sư tử
Cuộc quyết đấu giữa hổ và sư tử hay là sự so sánh hổ (cọp) và sư tử ai mạnh hơn ai, kẻ nào mới thực sự là vua của muông thú luôn là một đề tài, một chủ đề thảo luận phổ biến của giới thợ săn, những nhà động vật học, nghệ sĩ, nhà thơ, nhà văn hóa, những nhà thuần dưỡng động vật và những người quan tâm từ rất lâu trong truyền thống và lịch sử. Sự so sánh này tiếp tục truyền cảm hứng cho trí tưởng tượng phong phú của con người trong ngày nay. Trong quá khứ, sư tử và hổ được cho là đã từng cạnh tranh trong vùng hoang dã, nơi phạm vi của chồng lấn ở Âu-Á. Tình huống phổ biến nhất được báo cáo về những cuộc chạm trán của chúng là trong môi trường giam cầm, hoặc cố ý, hoặc vô tình.

## Văn hóa Phương Tây

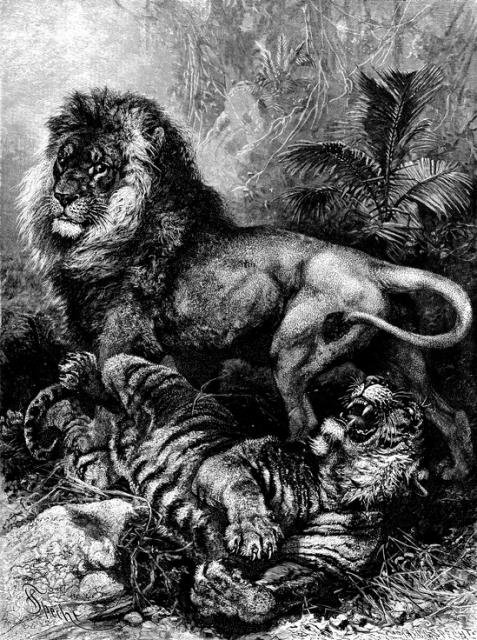
Một họa phẩm mô tả cảnh sư tử và hổ (Friedrich Specht, 1883)

Trong văn hóa phương Tây thì Sư tử được mệnh danh là vua của rừng già (King of the jungle), song hổ cũng đôi khi được khoác danh hiệu này vì sức mạnh và tài trí của chúng nhưng chỉ là sự thay thế cho sư tử. Tuy nhiên điều này chỉ là một hiểu nhầm phổ biến trong văn hoá đại chúng, bởi vì sư tử thực tế không sống trong rừng rậm mà tại các vùng đất bụi, đồng cỏ, thảo nguyên và đồi đá...
Trong đời sống và văn hóa, cuộc chiến của hổ và sư tử được tái hiện trong tranh vẽ của Eugène Delacroix, George Stubbs, và James Ward vào thế kỷ thứ 18 và 19, cũng như qua tranh vẽ của những họa sĩ châu Âu sống vào khoảng thế kỷ XVIII và XIX. Các họa phẩm đó thường miêu tả sự chiến thắng của sư tử trong những trận đấu giành quyền lực, bởi vì sư tử có giá trị biểu tượng ở Anh, chúng biểu tượng cho Hoàng gia Anh cũng như nhiều nước ở châu Âu. Gần đây, nhà sinh vật học Craig Saffoe cho rằng sở dĩ sư tử thường được tạo điều kiện để chiến thắng trong những trận quyết chiến với hổ đơn giản là vì chúng có giá trị biểu tượng ở các nước châu Âu. Đồng thời người ta cố tình nâng tầm sức mạnh của sư tử lên, cũng là một cách gián tiếp nhắc nhở con người về tinh thần tập thể vì sư tử sống theo bầy đàn.
Huy chương Seringapatam của công ty Đông Ấn Anh năm 1881 đã thể hiện một con sư tử đánh bại một con hổ trong trận chiến. Bên cạnh đó một biểu ngữ bằng tiếng Ả Rập trên huy chương hiển thị dòng chữ "Asad Allah al-Ghalib" (tiếng Ả Rập: أَسـد الله الـغـالـب, "Sư tử của Thượng đế là người chiến thắng"), huy chương này kỷ niệm chiến thắng của Anh trong trận chiến 1799 tại Seringapatam chống lại quân đội của Tipu Sultan, người cai trị Vương quốc Mysore tại miền nam Ấn Độ, và sử dụng con hổ làm biểu tượng. Để diễn tả hình ảnh về cuộc nổi dậy năm 1857 của nhân dân Ấn Độ chống lại Đế chế Anh, Tạp chí Punch đã cho chiếu một phim hoạt hình có tên là The British Lion's Vengeance on the Bengal Tiger (tạm dịch: Sự báo thù của Sư tử Anh dành cho Hổ Bengal) đoạn phim mang đậm tính chính trị khi các phiến quân Ấn Độ hiện lên như một con hổ, tấn công nạn nhân, và sau đó bị đánh bại bởi các lực lượng Anh được thể hiện qua một nhân vật là một con sư tử to lớn.
Trong Văn học Anh đã so sánh sức mạnh chiến đấu của hổ và sư tử, và các nhà thơ Edmund Spenser, Allan Ramsey, và Robert Southey hay mô tả chiến thắng của sư tử. Các nghiên cứu phương Tây vào thế kỷ 18, các tác giả thường có thói quen so sánh hai loài động vật này, nói chung là họ ủng hộ cho sư tử. Oliver Goldsmith xếp sư tử đầu tiên trong số các loài động vật có vú thuộc họ ăn thịt, tiếp theo là con hổ, theo quan điểm của ông "... dường như sư tử là hiện thân của sự can đảm, niềm kiêu hãnh và sức mạnh, sư tử biểu hiện vĩ đại, khoan hồng, oai vệ và lòng quảng đại, nhưng hổ thì lại hiện thân như một kẻ hay gây hấn, hung dữ và tính tình tàn bạo không cần thiết". Charles Knight, viết trong tác phẩm The English Cyclopaedia, nêu ra ý kiến của các nhà tự nhiên học Georges-Louis Leclerc, Comte de Buffon và Pennant Thomas cho rằng"... ý kiến chung của các tác giả đều nhận định ở sư tử có một can đảm, sự vĩ đại, oai vệ và hào phóng tương phản với sự tàn khốc vô cớ, sự tàn ác không cần thiết, và sự hèn nhát của hổ". Ông cũng cho rằng: con sư tử đã nhờ một phần lớn vào chiếc bờm để tạo sự cao quý và trang nghiêm của mình.

## So sánh hành vi
Cả sư tử và hổ đều có tiếng tăm đáng sợ tại khu vực phân bố của chúng liên quan tới con mồi, động vật ăn thịt cùng khu vực, và con người. Cả hai đều có khả năng săn người, mặc dù tỷ lệ ăn thịt người ở hổ có xu hướng cao hơn sư tử.
Những khác biệt về hành vi:
- Sư tử thường là động vật xã hội, trong khi hổ sống đơn độc. Vì lý do này, sư tử thường giết chết hổ trong điều kiện nuôi nhốt bằng cách tấn công theo bầy, trong khi hổ có xu hướng không thành lập các nhóm để cùng chiến đấu.
- Sư tử thành lập các đàn lên đến 30 cá thể được lãnh đạo bởi một hoặc một nhóm những con đực trưởng thành có mối liên kết với nhau, cho đến khi con đực đầu đàn bị giết hoặc bị đánh đuổi bởi một hoặc những con đực mới. Hầu hết sư tử đơn lẻ là những con đực chuẩn bị trưởng thành, chúng sẽ nhập vào một bầy mới hoặc bầy hiện tại. Mặc dù sư tử đực thường lớn hơn và khỏe hơn sư tử cái, thông thường những con cái sẽ làm nhiệm vụ đi săn và cung cấp thức ăn cho cả bầy. Ngược lại, hổ sống đơn độc, mặc dù chúng cũng có giao lưu. Trong quá trình giao phối, hổ đực và hổ cái tỏ thái độ thù địch với các sinh vật khác, tương tự với sư tử.

Đặc biệt hơn, sư tử châu Á có cả những điểm tương đồng lẫn khác biệt với họ hàng châu Phi của nó và hổ. Ví dụ, sư tử châu Á có tính xã hội như sư tử châu Phi, nhưng con cái có thể quan hệ chung chạ. Tuy nhiên, cấu trúc bầy đàn của sư tử châu Phi và sư tử châu Á khác nhau, với sư tử đực châu Á thường chỉ kết hợp với con cái trong thời gian giao phối, tương tự như hổ. Trong khi sư tử cái và hổ cái châu Á có thể chung chạ nhằm mục đích bảo vệ cho đàn con của mình, sư tử cái châu Phi được cho rằng không làm thế vì mục đích đó.

## Tương quan

### Về kích thước

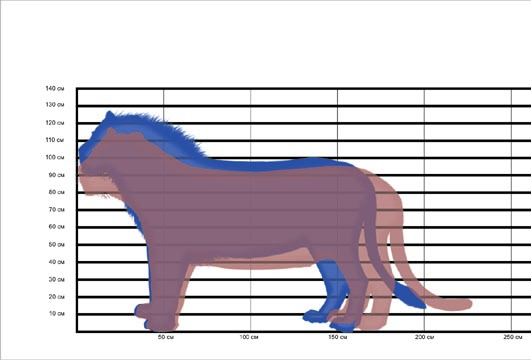
So sánh chỉ số kích thước giữa sư tử và hổ.

Cả hổ và sư tử đều có những phân loài với kích thước khác nhau, trong đó loài hổ có sự chênh lệch rõ rệt về kích thước cơ thể giữa các nòi với nhau, ví dụ như Hổ Siberi và Hổ Sumatra chênh lệch kích thước rất lớn, loài hổ Bali đã tuyệt chủng có kích thước chỉ hơn con báo, các loài sư tử hiện còn tồn tại tuy có chênh lệch nhau về kích thước giữa các phân loài (sư tử châu Phi và sư tử châu Á) nhưng nhìn chung là không quá chênh lệch.
Xét chung, hổ là động vật có kích thước lớn nhất trong các loài mèo lớn thuộc họ Mèo và là loài lớn thứ ba trong bộ thú ăn thịt (chỉ sau Gấu trắng Bắc Cực và gấu nâu). Trong đó những con hổ thuộc giống hổ Amur hay hổ Siberia hay còn gọi là Hổ Mãn Châu, Hổ Đông Bắc là phân loài lớn nhất của Chi Báo với khối lượng lên tới 300 kg trong khi đó sư tử châu Phi có khối lượng lên tới 250 kg. Phần loài lớn nhất của sư tử là sư tử Barbary, dựa trên những thông báo cũ chưa được xác nhận, chúng cũng có thể đạt khối lượng 270 kg đến 300 kg. Như vậy xét về mặt cân nặng thì khối lượng của một con hổ lớn nhất nặng hơn so với một con sư tử nặng nhất do đó nếu chỉ xét đơn thuần về mặt kích thước, hổ Đông Bắc Á đã vượt qua sư tử. Mặc dù vậy, so với hổ thì sư tử có lợi thế về chiều cao. Sư tử là loài mèo có chiều cao lớn nhất trong số họ nhà mèo đang tồn tại (chiều cao tính đến vai), chiều cao của sư tử vượt hổ trung bình khoảng 14 cm (5.5 in).
Nếu không chọn phân loài hổ lớn nhất để so sánh mà chọn những phân loài có kích thước trung bình thì thông thường hai loài này có kích thước gần tương đương, theo đó một con sư tử đực châu Phi trưởng thành và một con hổ Bengal đực trưởng thành thường nặng từ 180 đến 190 kg.
Các thông số khác cho thấy, những con hổ Siberia và hổ Bengal đại diện cho các phân loài lớn nhất của chi báo Panthera với mẫu đo đáng tin cậy cho thấy hổ Siberia có khối lượng cá biệt lên đến 465 kg trong điều kiện nuôi nhốt và 384 kg trong môi trường hoang dã, khối lượng tương ứng của hổ Bengal là 388,7 kg. Con sư tử châu Phi lớn nhất được ghi nhận nặng 313 kg . Trọng lượng trung bình của con đực là 175 kg đối các con sư tử châu Á và 186 kg cho các con sư tử châu Phi Trung bình khối lượng đo được là 221,2 kg cho các con hổ Bengal v à 276,4 kg cho hổ Siberia.

### Vũ khí phòng vệ
So với hổ thì sư tử đực có lợi thế về chiếc bờm, đây một trong những vũ khí lợi hại của sư tử đực. Bờm là sự tiến hóa để phù hợp với những cuộc giao tranh, bờm cản lại những cú cắn và cào có thể rất nguy hiểm cho tính mạng. Đồng thời chiếc bờm phủ lên vóc dáng đồ sộ của sư tử đực và thói quen ngẩng cao đầu khi di chuyển tạo nên uy thế và sự bệ vệ như một vị vua của muông thú. Bờm của sư tử còn có tác dụng thu hút sự chú ý của những con cái trong mùa sinh sản. Sư tử đực nào có chiếc bờm càng lớn và sậm màu thì cá thể đó càng mạnh khỏe và thu hút. Tuy nhiên trong khi chiến đấu thì bờm cũng làm chậm tốc độ tấn công của sư tử đực. Bờm của loài sư tử được xem như lớp áo giáp bảo vệ cổ của nó và cũng cho thấy sư tử đực sinh ra là để chiến đấu.
Trong thực tế, một nghiên cứu được thực hiện bởi các nhà khoa học Craig Packer và Peyton West đã tuyên bố rằng bờm sư tử đúng là phục vụ cho mục đích giao phối, sinh sản nòi giống. Những con sư tử có bờm đậm màu thường được các con sư tử cái ưa thích chọn làm bạn tình để giao phối trong khi những con sư tử có bờm lợt màu hơn thì không may mắn như vậy. Ngoài chiếc bờm oai vệ, sư tử đực còn là động vật có tiếng gầm vang nhất trong các loại mèo lớn. Cấu trúc xương mũi và thanh quản cho phép sư tử gầm và rống với độ vang lớn, gây kinh hoàng cho các loài thú khác.

### Vũ khí tấn công

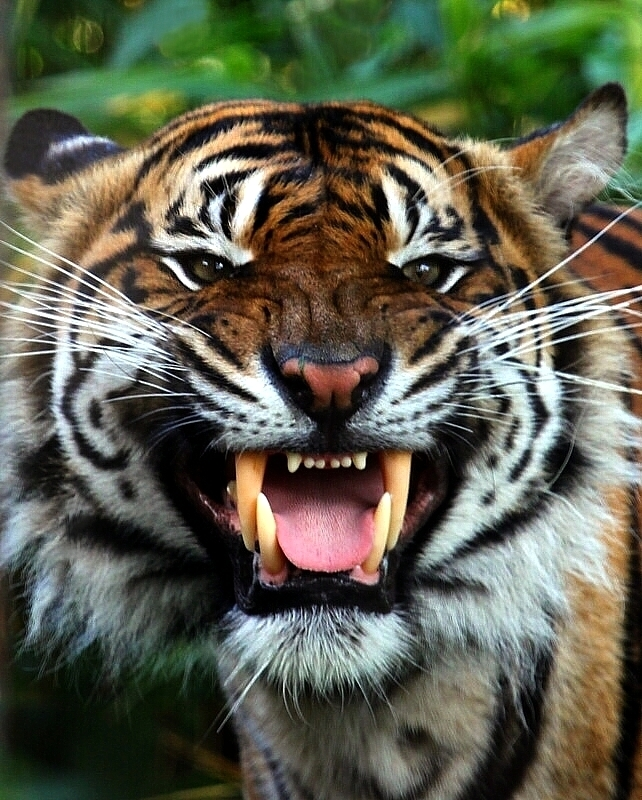
Cặp răng nanh dài của một con hổ

Hổ cũng có những thế mạnh khác trong chiến đấu, trong họ nhà mèo thì hổ là mãnh thú có bộ răng sắc nhọn đáng gờm, với cặp răng nanh dài lên đến 74.5 mm (2.93 in) thậm chí đạt đến 90 mm (3.5 in) điều này giúp hổ trở thành loài có răng nanh dài nhất trong số các loài mèo còn tồn tại ngày nay. Loài hổ cũng đã được chứng minh là có lực cắn trung bình mạnh hơn lực cắn của những con sư tử, theo phân tích thì lực cắn được xác định và điều chỉnh dựa trên khối lượng cơ thể tương quan (BFQ) cho kết quả là con hổ có chỉ số là 127 trong khi đó cho sư tử là 112. Nanh của hổ được gắn với hệ thống dây thần kinh giúp chúng cảm nhận được tủy sống hoặc động mạch của con mồi, giúp cho chúng có những cú nhát cắn vào chỗ yếu huyệt.
Hổ có một đỉnh răng nhọn hình tam giác phát triển tốt và quy trình hỗ trợ coronoid, cung cấp sự hỗ trợ chắc chắn cho cơ hàm để tạo lực cắn mạnh mẽ cho chúng. Những con hổ cũng có hàm răng đặc biệt chắc nịch và mập mạp, và có răng nanh dài nhất và lớn nhất trong số tất cả động vật họ mèo còn tồn tại với số đo 7,5–10 cm (3,0-3,9 in) xét về chiều dài, và là lớn hơn và dài hơn so với những chiếc nanh của một con sư tử có cùng kích thước, nguyên nhân có lẽ vì con hổ cần hạ con mồi lớn hơn mình một cách đơn độc hơn là những con sư tử thường săn mồi lớn theo nhóm.
Một thống kê khác cho thấy, hổ có lực cắn lên tới 738.000 kg/m2, gần gấp đôi so với lực cắn của sư tử. Đó có thể là lý do tại sao sư tử thường đi săn theo đàn, còn hổ săn mồi một mình. Trong khi đó, với lực cắn 457.000 kg/m2, cú đớp của sư tử tương đối yếu so với những loài khác trong họ mèo. Trong khi tấn công linh dương đầu bò hay trâu, sư tử dùng bộ hàm của nó ngoạm vào cổ họng của nạn nhân khiến chúng tắc thở. Khi con mồi chết vì nghẹt thở, sư tử mới có thể ăn thịt con mồi. Mặc dù lực cắn của sư tử tương đối yếu, nhưng vẫn mạnh hơn 6 lần so với con người. Mặt khác, sức mạnh của răng hàm chỉ là một phần vũ khí của sư tử.
Hổ còn là động vật có chi trước với sức mạnh ghê gớm với bộ móng vuốt sắc nhọn, hổ có thể giết tươi con mồi của mình chỉ bằng một cú tát hay một cú cào vào chỗ hiểm, một cú tát của hổ đủ mạnh để làm vỡ sọ của một con gia súc  hay làm gãy lưng của một con gấu lười hoặc đủ lấy mạng của một con sói lửa Hổ còn được biết đến với sức mạnh khủng khiếp, một ghi nhận cho biết một con hổ sau khi đã giết chết một con bò tót trưởng thành nó đã kéo cái xác to lớn trên một khoảng cách lên đến 12 m (39 ft) trong khi 13 người đàn ông cùng một lúc cố gắng kéo cái xác tương tự sau này nhưng không di chuyển nổi

### Kỹ năng bổ trợ
Hổ có bộ não nặng hơn 300g, đó là bộ não lớn thứ 2 trong các loài ăn thịt. Bộ não lớn nhất thuộc não của gấu Bắc Cực từ đó, hổ có bộ nhớ tốt có khi hơn cả người và các loài khác (được mệnh danh là loài hận thù dai dẵng). Hổ và các loài thuộc họ Mèo nói chung có bộ nhớ thuộc dạng tốt, tốt hơn cả con người, hơn trăm lần so với chó, và gấp 12 lần so với các loài linh trưởng. Một nghiên cứu của các nhà khoa học thuộc Đại học Oxford đã cho biết rằng con hổ có bộ não lớn hơn nhiều, so với kích thước cơ thể, não chúng to hơn sư tử và những mèo lớn khác. Mặc dù so sánh cho thấy đầu lâu con sư tử lớn hơn tổng thể cơ thể nhưng khối lượng sọ của hổ là lớn nhất - ngay cả những sọ của giống cái loài hổ Bali có kích thước nhỏ thì chúng cũng đã có khối lượng sọ lớn như những chiếc sọ của con sư tử khổng lồ ở vùng nam châu Phi. Một con hổ cái Bali chỉ nặng từ 65–80 kg (143–176 lb) trong khi đó một con sư tử đực châu Phi phương Nam có cân nặng trung bình đến 189.6 kilogram (418 lb) đại diện cho những con sư tử lớn nhất còn sống.

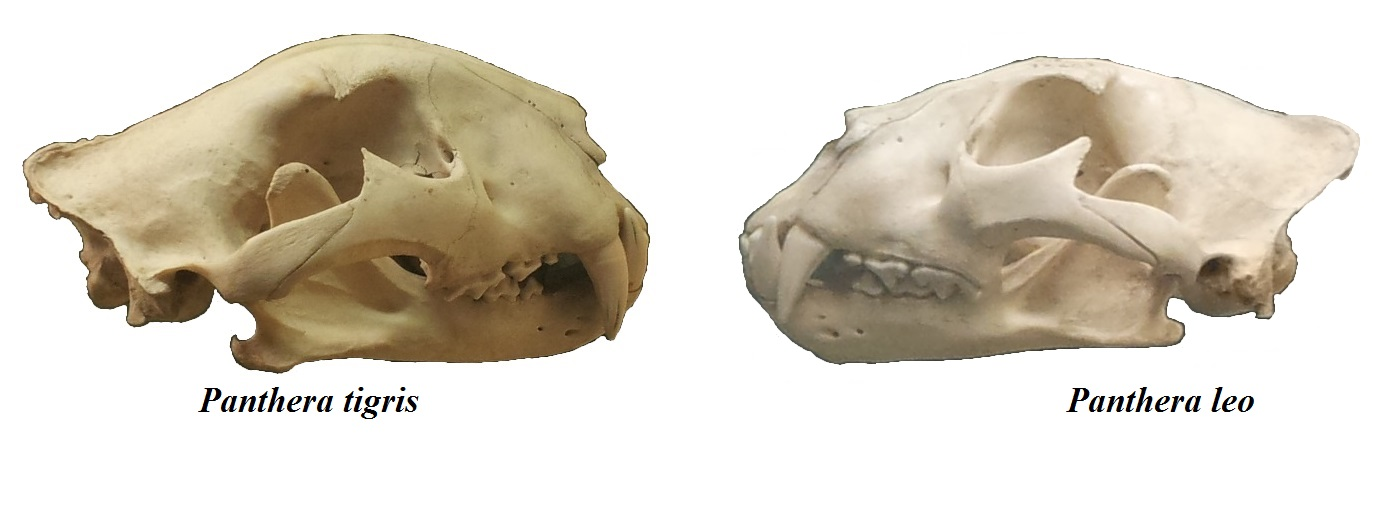
So sánh giữa hộp sọ hổ (trái) và hộp sọ sư tử (phải) cho thấy kích thước sọ và độ dài răng nanh của hổ nhỉnh hơn

Hổ còn có các kỷ năng bổ trợ khác trong chiến đấu, săn bắt như hổ là động vật có sức bật tốt, nó có thể nhảy cao 5 mét và nhảy xa 9 đến 10 mét (33 ft) điều này khiến cho chúng trở thành một trong những loài thú có vú nhảy cao nhất, hổ cũng là động vật có tốc độ ngay cả với khối lượng tuyệt đồ sộ, hổ có thể đạt tốc độ khoảng 49–65 km/mỗi giờ mặc dù nó chỉ có thể duy trì trong thời gian rất ngắn. Ngoài ra hổ bơi lội rất giỏi, và có khả năng giết chết con mồi ngay cả khi chúng đang bơi. Hổ được biết đến là tay bơi lão luyện, chúng thích tắm và chơi đùa trong nước. Nó có thể bơi được xa vài km để đuổi một con mồi vượt sông. Hổ cũng có khả năng leo trèo nhưng không được tốt, hổ không leo cây được, riêng cọp con đôi khi có thể leo cao được 8–10m. Tuy vậy, tốc độ chạy của sư tử tốt hơn so với hổ, tỷ lệ đi săn thành công của sư tử trong những cuộc đi săn là 1/3, nhờ sự kết hợp của kỹ năng săn mồi, bầy đàn và tốc độ (trong khi hổ có tỷ lệ săn mồi thành công chỉ khoảng 1/20). Sư tử chạy nhanh hơn đáng kể và khỏe hơn con mồi của chúng, Sư tử có cơ bắp khỏe hơn khoảng 20% so với con mồi, khả năng tăng tốc tốt hơn 37% và giảm tốc tốt hơn 72% so với con mồi. Ngoài ra, hổ còn có bộ ria mép rất dài và tinh nhạy, cơ quan xúc giác và thụ cảm này giúp chúng xác định chính xác mặt của đối thủ.

### Về sức ăn
Về sức ăn, sư tử và hổ đều là động vật chuyên ăn thịt. Trong tự nhiên, sư tử cần 7 kilogram (15 lbs) thịt một ngày. Một con sư tử có thể ăn đến 30 kg (66 lb) trong một lần ngồi ăn. Những con sư tử mỗi bữa chúng có thể ăn liền một mạch hết 40 kg thức ăn. Khi đói chúng có thể ăn một lượng thức ăn bằng 1/4 trọng lượng của chúng trong một lần ăn. Thành phần chính trong chế độ ăn của chúng thường là thịt của những loài động vật có vú lớn. Con mồi của chúng bao gồm ngựa vằn, linh dương đầu bò, trâu rừng châu Phi, hươu cao cổ, hà mã trưởng thành, và thậm chí là voi gần trưởng thành, mặc dù voi trưởng thành là quá nguy hiểm cho chúng khi chúng muốn đấu sức với nó nên sư tử thường nhắm những con voi con để săn bắt. Khi đơn lẻ, nói chung chúng dễ dàng săn các con mồi nhỏ hơn chúng, bao gồm sơn dương (Connochaetes), linh dương (họ Bovidae), linh dương Gazen (chi Gazella) và lợn nanh sừng châu Phi (Phacochoerus africanus). Những con sư tử sống gần bờ biển còn ăn thịt cả hải cẩu.
Hổ là loài động vật rất phàm ăn, chúng có nhu cầu tiêu thụ thức ăn hàng ngày rất lớn, chúng thường các con vật nặng trên 45 kg (100 lb), trung bình hổ ăn từ 3 đến 6 kg thịt trong một ngày và tính trung bình mỗi năm, một con hổ cần săn được 50 con hươu hoặc lợn rừng để cung cấp đủ nguồn thực phẩm cho sự tồn tại của chúng. Một con hổ Bengal có kích thước trung bình có thể ăn tới 27,2 kg thịt mỗi bữa, và một con hổ cũng có thể ăn tới 20–30 kg một ngày và có thể nhịn ăn khoảng vài ngày (phần còn lại chúng sẽ đem giấu và sẽ trở lại ăn cho đến hết con mồi), trong đó hổ Bengal có thể ăn tới khoảng 30 kg (66 lb) thịt một ngày. Một con hổ Siberia trưởng thành cần ít nhất 9 kg thực phẩm mỗi ngày để tồn tại. Một con hổ Siberia có thể ăn một lúc hơn 45 kg thức ăn và không cần nạp năng lượng sau đó nhiều ngày.
Trong điều kiện nuôi nhốt, một con sư tử trưởng thành ăn ít hơn con hổ trưởng thành khoảng 3–4 kg thịt trong ngày. Ở một số sở thú, việc cho ăn vất vả nhất là đối với hổ bởi đặc tính loài hổ rất hung dữ khi đói mồi. Để cho hổ ăn, nhân viên phải móc thịt vào ròng rọc, đứng cách xa chuồng gần 1 mét rồi kéo vào cho chúng. Còn sư tử trong chuyện ăn thì lại tỏ ra rất thuần tính, trước giờ ăn chúng thường nô đùa với một khúc gỗ, một bánh xe. Chúng chỉ còn thói quen tập tính khi bỏ thịt bò vào máng ăn, sư tử sẽ ngoạm miếng thịt đặt lên bàn ăn của mình là những khúc gỗ nhỏ ghép lại với nhau để nhấm nháp bữa ăn của mình.
Trong điều kiện nuôi nhốt, trung bình mỗi ngày hổ ăn hết khoảng 5–7 kg thịt các loại như thịt lợn, thịt gà, thịt bò, nhiều vườn thú cho hổ ăn 5 kg thịt một ngày, trong đó, có 4 kg thịt bò bắp, hoặc thăn và 1 kg sườn lợn, nếu hổ đến giai đoạn hổ trưởng thành thì có thể cho ăn các loại đầu, chân, cánh gà, mỗi ngày, một con hổ trưởng thành ăn 10 kg thịt bò.

### Khả năng sinh lý
Về khả năng sinh lý, sư tử là một trong những loài vật mạnh mẽ nhất trong khả năng tình dục, về tần suất quan hệ sinh lý, khi lấy một con người "mạnh mẽ" nhất để đi thi đấu thì vẫn còn kém xa so với sư tử. Trong đó, những con sư tử đực giữ kỷ lục về số lần giao phối trong ngày. Nó có thể làm "chuyện ấy" 86 lần/24 giờ, không hổ danh là chúa sơn lâm và phá vỡ mọi kỷ lục về giao phối. Sư tử cái phải đầu tư rất nhiều thời gian và công sức để có thể thụ thai. Mỗi đợt giao phối của sư tử phải kéo dài tới 4 ngày, với từ 20-40 lần giao phối mỗi ngày. Để một sư tử con ra đời và sống sót được đến một năm, mẹ của nó phải giao phối tới 3.000 lần.
Về hổ, một con hổ ba tuổi có thể giao phối và sinh sản, các cặp hổ thường làm tình với nhau vào buổi sáng sớm trong lành và yên tĩnh. Mỗi ngày, chúng gặp khoảng 2-3 lần, mỗi lần cách nhau khoảng 15 phút, cuộc tình giữa một cặp hổ kéo dài trong khoảng 3-5 ngày, cuộc giao phối giữa một cặp hổ kéo dài không quá một phút. Tổng cộng, mỗi ngày, 24 giờ, chúng quan hệ khoảng 30 lần, trong 2 tiếng chúng chỉ quan hệ được với nhau 5-7 lần, loài hổ chưa bao giờ là loài vật mạnh mẽ trong chuyện sinh lý chúng chỉ giỏi nanh sắc vuốt nhọn, không hề có thế mạnh trong quan hệ Như vậy, ở phương diện quan hệ sinh lý, loài hổ kém xa so với sư tử.
Pín hổ thực sự chỉ bé và không được "hoành tráng". Tuy hổ là một con vật to lớn có thể nặng đến 3 tạ, song dương vật của chúng lại rất bé, chỉ nhỉnh hơn cái đũa một chút. So sánh pín của con mèo nặng 3 kg và so sánh với pín của hổ nặng 200 kg thì chúng bằng nhau về kích thước. Đồng thời pín hổ không hề có gai như con người đồn đại. Pín hổ không những rất bé, chỉ bằng ngón tay út, mà lại không hề có cái gai nào, âm vật của các con hổ cái cũng rất bé, phù hợp với kích thước pín nhỏ của hổ đực Nhiều người lầm tưởng về khả năng tình dục của hổ và đổ xô đi mua, sử dụng pín hổ như một vị thuốc tăng cường sinh lý nhưng khoa học đã chứng minh đó là sự ngộ nhận.

## Tập tính

### Sư tử

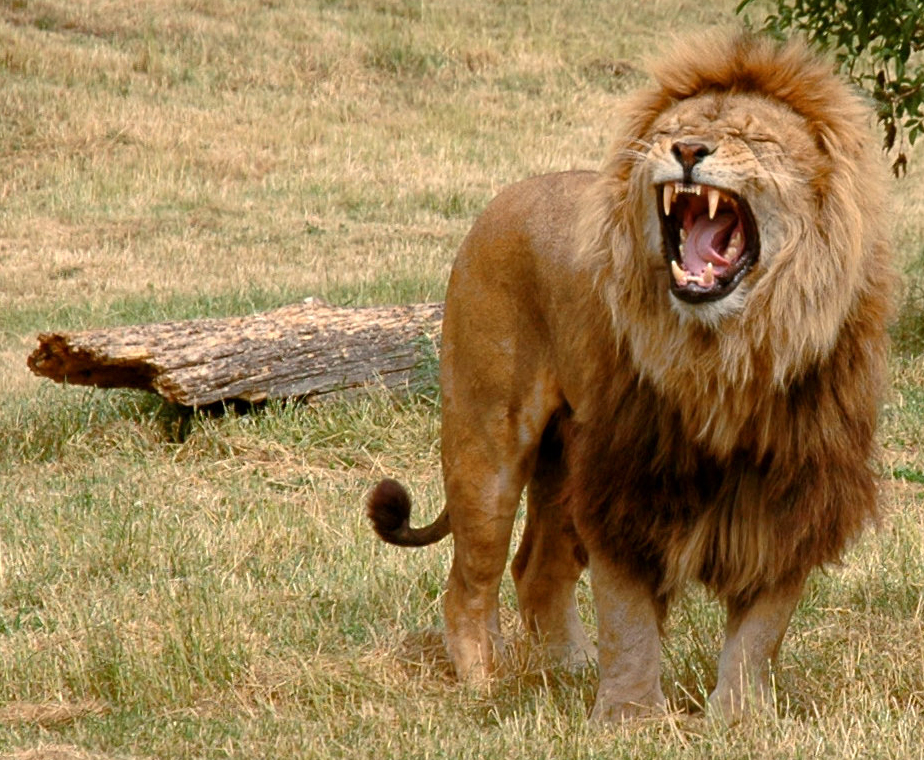
Một con sư tử đực với tiếng gầm vang động

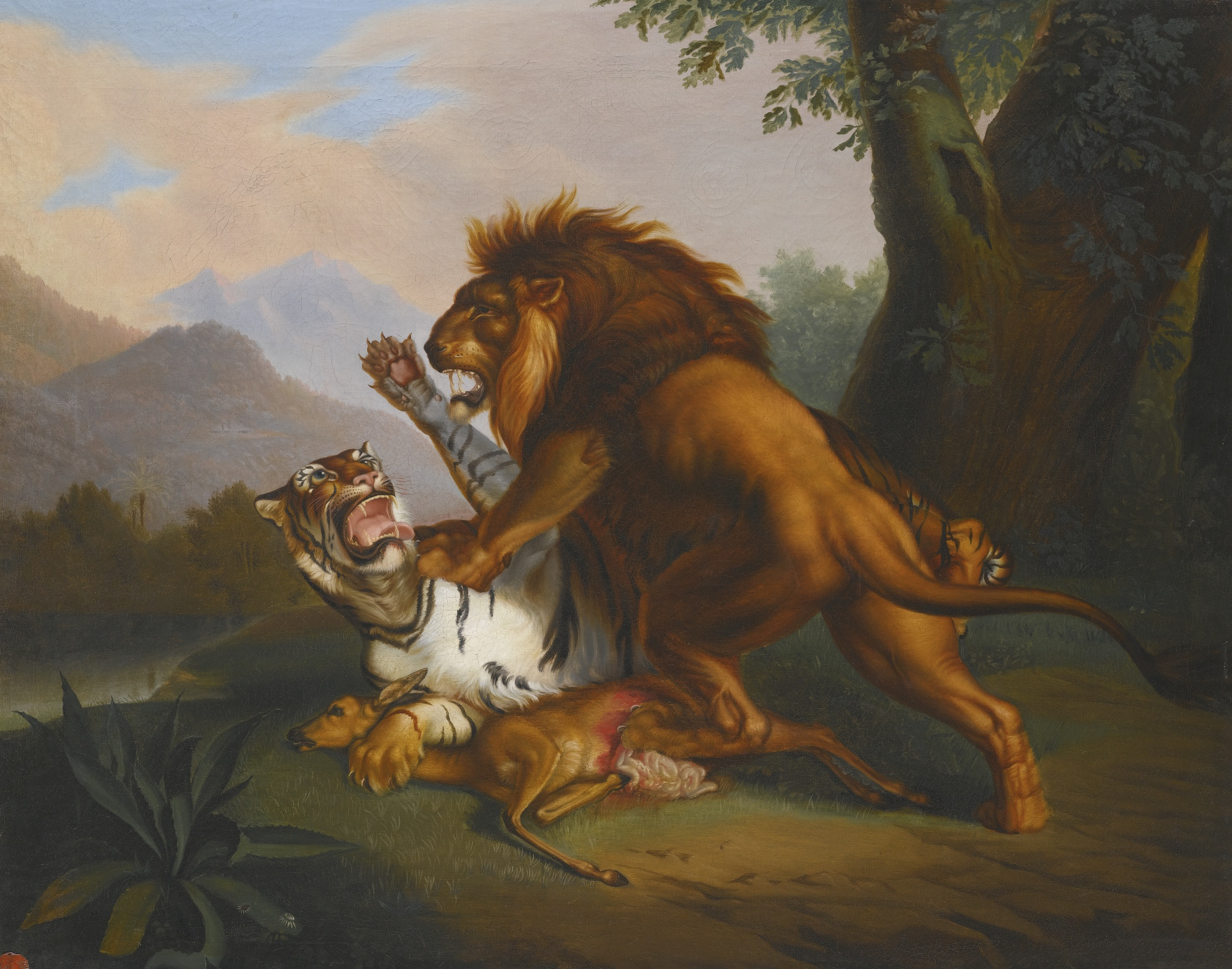
Bức họa của Johann Wenzel Peter miêu tả hổ và sư tử chạm trán giành thức ăn

Sư tử là loài động vật sống và săn mồi theo bầy đàn, sự phối hợp săn bắt của đàn sư tử tương đối nhuần nhuyễn và hiệu quả săn mồi tương đối cao. Trong những bầy đàn sư tử, việc săn mồi chủ yếu giao cho sư tử cái sư tử đực chỉ có nhiệm vụ là đầu đàn, tuần tra lãnh thổ, giao phối duy trì nòi giống nên sống khá phụ thuộc, tuy vậy sư tử đực là những cỗ máy chiến đấu tuyệt vời.
Trong suốt quá trình sinh tồn, sư tử đực thường xuyên có những cuộc tập trận thật sự một cách khốc liệt, đổ máu và chúng cũng luôn phải làm thế để chứng tỏ mình đủ sức đảm nhận vai trò của con đầu đàn. Bản chất cạnh tranh của cơ cấu xã hội này làm cho sư tử đực thường xuyên phải đặt trong điều kiện luôn sẵn sàng chiến đấu, đặc biệt là những trận quyết chiến để giành và giữ vị trí đầu đàn hoặc giữ g con sư tử khác xâm nhập, đó thường là các cuộc giao tranh với các con sư tử đực lang thang không có bầy, những con này tìm cách chiếm những bầy sư tử mà chúng có thể bằng cách giết những con sư tử đực trong bầy và lũ con của chúng. Ngoài ra, ngay chính trong cùng một bầy, sư tử thường xuyên có sự cạnh tranh giữa những con sư tử đực làm đầu đàn. Những con sư tử đầu đàn bị thua trong các cuộc chiến và bị đuổi đi (thường là những con đực già cỗi), có nguy cơ chết đói.
Ngoài ra sư tử đực cũng đảm nhiệm vị trí đầu đàn phải thường xuyên chiến đấu để bảo vệ lãnh thổ, tranh giành mồi săn với các dã thú khác ở thảo nguyên châu Phi như linh cẩu, báo hoa mai, báo săn, cá sấu, chó hoang châu Phi v.v. do vậy sư tử đực có khả năng chiến đấu cao và giàu kinh nghiệm trận mạc do đã được đào luyện qua rất nhiều cuộc chiến đấu cùng loài để giành quyền làm chủ. Nhìn chung trong những trận chiến này, sư tử đực đầu đàn luôn là những người thắng thế và là kẻ thống trị vì sự vượt trội mọi mặt ở góc độ cá thể và đàn sư tử ở góc độ bầy đàn. Trong cuộc chiến giữa các loại động vật ăn thịt trên thảo nguyên châu Phi, linh cẩu là động vật có thể gây được khó khăn cho sư tử vì tính tình tham lam, táo tợn, cặp răng nanh sắc nhọn và thói quen săn bầy đàn của mình có thể giết chết  hoặc chiến thắng sư tử trong trường hợp đàn linh cẩu vượt trội về số lượng hay sư tử bị lạc đàn, sư tử già yếu, bị thương nặng, v.v.. Ngoài ra thì các loài báo đốm, báo hoa mai không thể là đối thủ của sư tử vì đời sống đơn độc cũng như vì sức mạnh so sánh tuyệt đối nghiêng về sư tử, trong cuộc chiến tay đôi với sư tử thì loài báo kém hơn hẳn về mọi mặt, từ thể hình, sức mạnh đến khả năng chiến đấu và có thể bỏ mạng sau những cuộc chiến chớp nhoáng.
Mặc dù kinh nghiệm chiến đấu có thể là một lợi thế của sư tử, nhưng chính lối sống theo bầy cũng là điểm yếu lớn nhất của chúng khi so với hổ, sự khác biết này ảnh hưởng đến bản năng của hai loài. Ngoài ra phương thức săn mồi của sư tử là rình và rượt đuổi trên môi trường đồng cỏ nên có sức dẻo dai, sư tử rất thích kiểu vờn bắt con mồi, bởi chúng biết rằng luôn có sự hỗ trợ phía sau của các con cùng bầy.

### Hổ

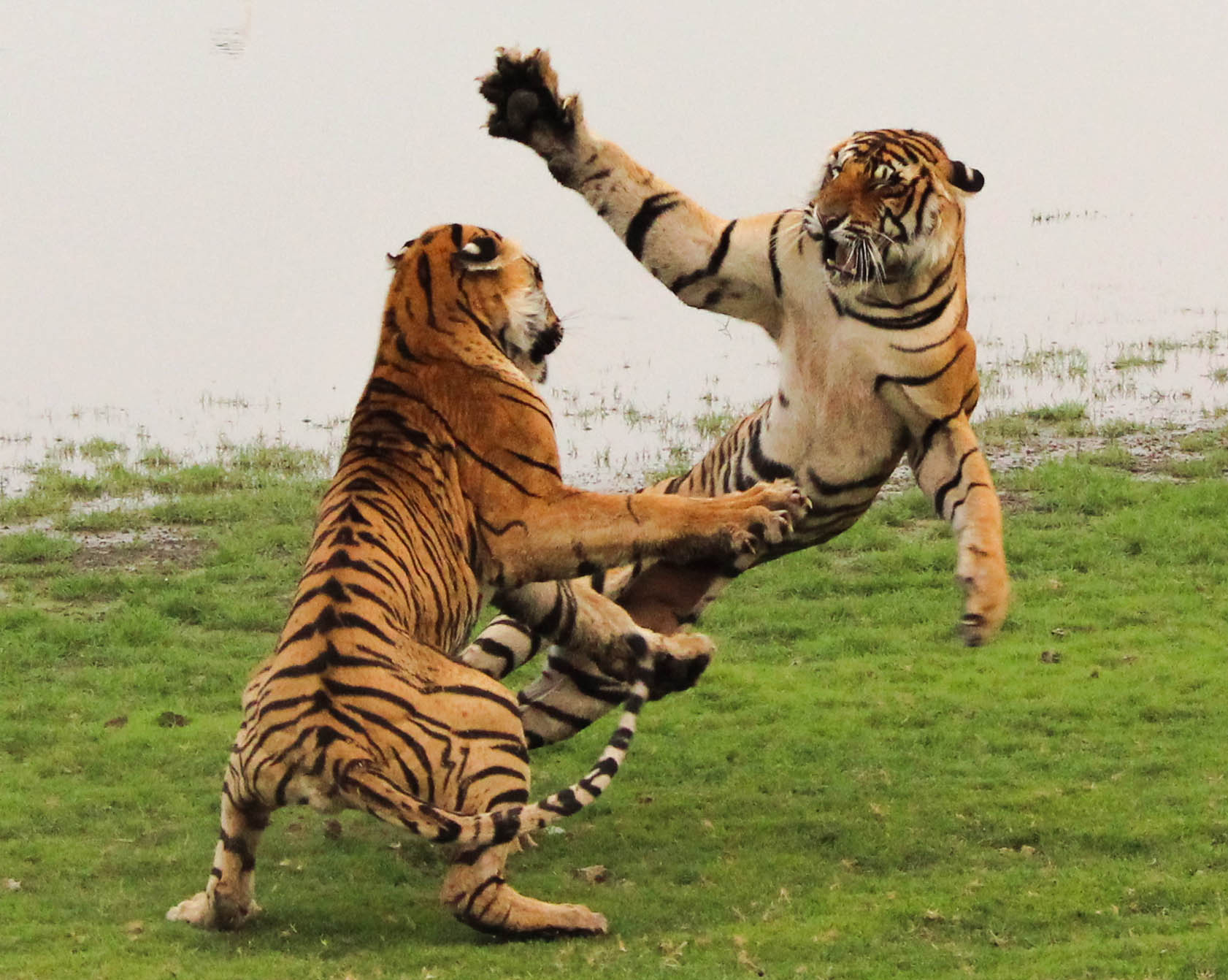
Hai con hổ đang vờn nhau, hổ có thể đứng trụ bằng hai chi sau và tấn công tới tấp bằng hai chi trước một cách điêu luyện

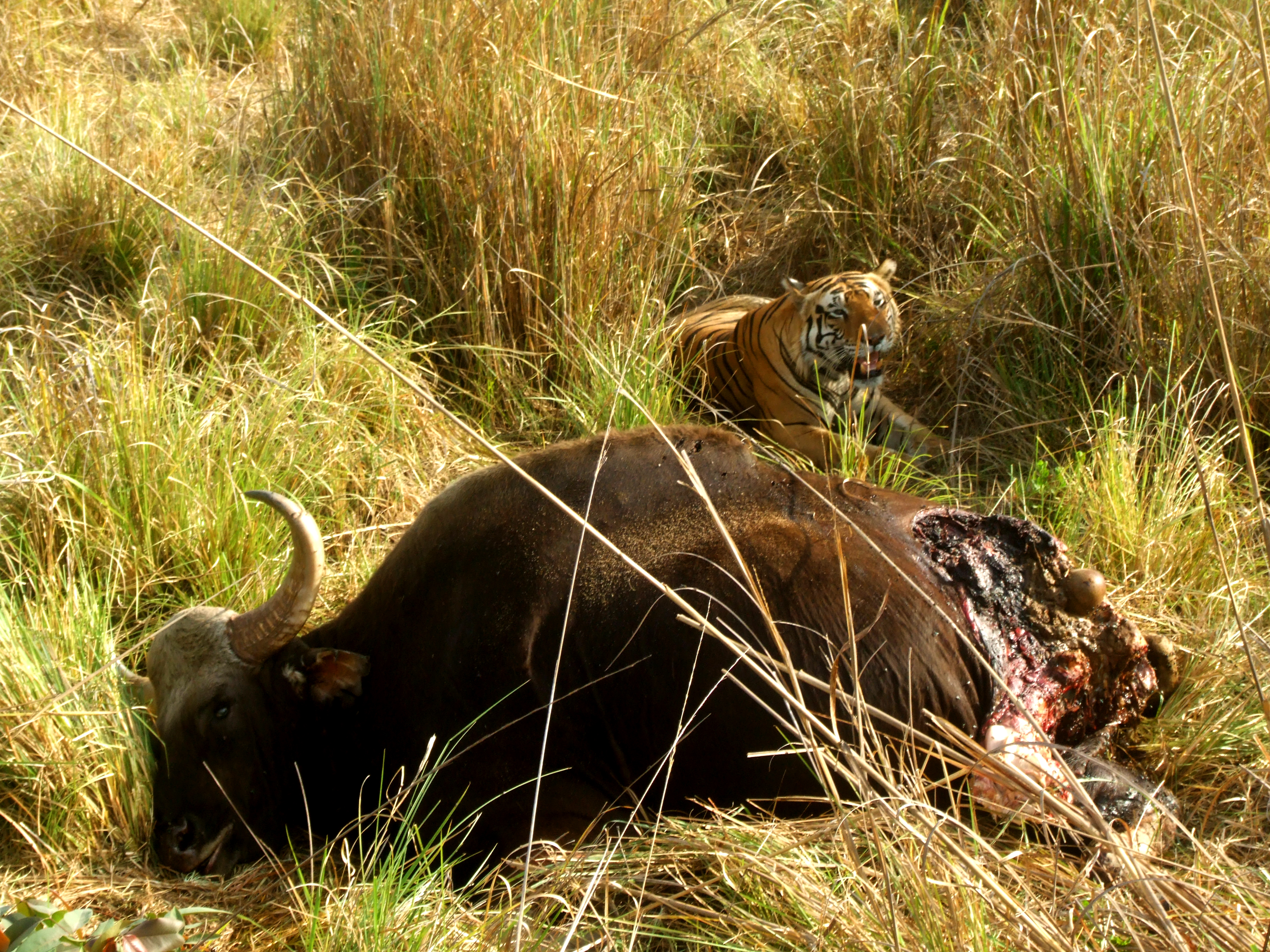
Hình chụp cảnh một con hổ hạ gục và ăn thịt một con bò tót

Hổ thì ngược lại với sư tử, nó săn mồi theo phương thức chủ yếu là rình và vồ nên đặc trưng bởi những miếng tấn công, đột kích bất ngờ. Và thông thường hổ rất hung hăng, mỗi khi tấn công luôn nhắm vào cổ họng của đối thủ và phải đánh cho đến chết mới thôi. Đó là do suốt quá trình tiến hoá, hổ không bao giờ nhận được sự giúp đỡ của đồng loại trong quá trình đi săn, đây là một lợi thế không nhỏ của hổ khi đối đầu với sư tử  Đồng thời, hổ là loài mẫn cảm hơn, tập tính sinh hoạt của loài hổ cũng thay đổi theo thiên nhiên và vùng miền.
Khi săn mồi, hổ tiếp cận con mồi một cách rón rén, tận dụng những thân cây, bụi rậm, mỏm đá để ẩn mình và hiếm khi chúng rượt đuổi con mồi từ xa. Chúng di chuyển một cách cẩn trọng và nhẹ nhàng không gây ra tiếng động, ép sát thân xuống đất để con mồi khó phát hiện được. Khi áp sát con mồi thì hổ khống chế con mồi từ mọi góc độ, trong đó có hai phương pháp chính là tấn công từ đằng sau và cắn vào cổ để làm gãy cột sống hoặc cắn vào khí quản của con mồi, hoặc làm tổn thương tĩnh mạch, động mạch cảnh. Đối với những loài thú nhỏ, cân nặng chưa bằng một nửa trọng lượng cơ thể của con hổ, thì chúng giết con mồi bằng cách cắn vào gáy, chúng sẽ dùng răng nanh kẹp chặt đốt xương cổ, dùng sức mạnh của hàm bẻ gãy xương cổ, tách chúng ra khỏi tủy sống. Đối với những con mồi lớn hơn, chúng thường cắn vào cổ họng và ép chặt khí quản của con mồi làm nó ngẹt thở và chết nhanh hơn.
Mặc dù trong tự nhiên, hổ là loài động vật thuộc nhóm động vật ăn thịt đầu bảng, tuy vậy với môi trường rừng rậm với hệ sinh thái đa dạng, hổ cũng có những trận chiến đấu sống mái với các dã thú và con mồi cũng như những trận quyết đấu với những con hổ khác để sinh tồn, cạnh tranh lãnh thổ, giành quyền giao phối, bảo vệ con cái... những đối thủ của hổ đa dạng như voi, gấu, sói lửa, trâu rừng, bò tót và cá sấu với kỹ năng chiến đấu và sức mạnh và sự lanh lẹn hung dữ của mình hổ đã làm các loài vật khác phải khiếp sợ những vũ khí của hổ như hàm răng nanh dài nhọn, bộ móng vuốt sắc nhọn, tiếng gầm sức mạnh của những cú tát, vồ, những cú cắn chí mạng vào chỗ hiểm cùng, đuôi hổ giữ vai trò quan trọng trong các động tác vồ, nhảy qua trái hoặc phải, xoay trở trước, sau, khả năng chiến đấu của hổ rất cao, đặc biệt là hổ trảo, đòn mạnh nhất của loài hổ là vả thật mạnh vào khu vực mặt và cổ của đối phương, với nanh vuốt cực sắc nhọn, chiêu đòn này thường khiến con mồi bất động ngay lập tức.
Cùng với sức bật tốt, sức bơi tốt đưa hổ trở thành lợi thế lớn, ngoài ra, trong khi chiến đấu hổ còn có một tuyệt chiêu mà giới võ học gọi là thế trâu vằng với việc con hổ khi chiến đầu thường nằm ngửa, chổng bốn chân lên trời để thế để giết con mồi, nếu con mồi hoặc con người sơ ý nhảy vào tấn công là sẽ bị tấn công bằng một đòn chí mạng  Thông thường hổ sẽ tấn công bất ngờ từ đằng sau, nếu con mồi bỏ chạy nó sẽ đuổi theo vồ, khi con mồi chống lại và đối mặt, nó sẽ gườm và thủ thế, lấy đà chụp mồi, nếu nó đập đuôi bên phải, sẽ phóng về bên trái, và ngược lại, vồ thẳng thì đuôi duỗi thẳng khi phóng đến con mồi, hổ sẽ dùng cánh tay để thực hiện một cú tát, cú tát của hổ có thể hổ sẽ khiến cổ trâu, bò phải gãy, trẹo đi. Riêng khi giao đấu với người, hổ luôn muốn đoạt vũ khí của người rồi mới dùng chân tát một cú chí mạng, hay vồ đến cắn xé, lúc muốn đoạt vũ khí, chúng sẽ giương vuốt và chồm lên, hổ thường tấn công theo kiểu lao lên không trung rồi phóng xuống chụp mồi, nên nó rất sợ có vật nhọn giương lên trời.
Ông Craig Saffoe, nhà sinh học đang công tác tại Bảo tàng ở vườn thú Smithsonian, Washington DC đã tổng kết:
| “              | Khi chiến đấu, hổ có vẻ sẽ tích cực hơn và tấn công vào cổ họng, giết chết đối phương. Ngược lại sư tử lại thường dạo quanh một chút, có lẽ nó đang muốn có các con sư tử khác nữa. Chính điều kiện tiến hóa của loài hổ đã đưa đến đặc điểm không bao giờ phụ thuộc vào sự giúp đỡ từ bất kỳ con nào khác và luôn chủ động giết chết đối phương một cách nhanh chóng | ” |
| — Craig Saffoe | |   |

## Quan điểm hiện đại

### Nghiêng về hổ
- Theo chuyên trang LifesLittleMysteries, loài hổ thường giành chiến thắng trong cuộc chiến tại đấu trường La Mã khi xưa và những cuộc chạm trán tình cờ trong các vườn thú ngày nay. Tuy nhiên, không phải lúc nào cũng vậy. Craig Saffoe thì cho rằng hổ và sư tử, mỗi loài đều có thế mạnh riêng và kết quả của cuộc chiến thường phụ thuộc bản thân mỗi cá thể, như kinh nghiệm trận mạc, cách tấn công hay thể chất của chúng.[17] Viện nghiên cứu Smithsonian có nhận định rằng trong một cuộc chiến tay đôi thì hổ có lợi thế và chiến thắng sư tử nhưng khi một con hổ đơn độc chạm trán với một đàn sư tử thì sư tử tất thắng.[67]
- Sau nhiều năm sinh sống và quan sát loài hổ châu Á, Craig Saffoe, một nhà sinh vật học và người phụ trách mèo lớn tại vườn thú Smithsonian ở Washington D.C đã rút ra kết luận rằng hổ mới là kẻ chiếm thế thượng phong trong những cuộc chiến giành ngôi Chúa sơn lâm. Trong cuộc chiến đấu này, sư tử thua cuộc do chính vì thói quen dựa dẫm vào tập thể đứng sau. Đối với hổ, theo Craig Saffoe do bản năng tự ý thức được mình phải đơn độc đứng ra bảo vệ cả đàn con, do đó hổ được tôi luyện kỹ năng chiến đấu đáng sợ hơn sư tử rất nhiều, cụ thể là loài hổ thường kết liễu con mồi bằng chỉ một nhát cắn, trong khi đó sư tử phải vờn rất lâu mới kết liễu con mồi và một con sư tử đầu đàn thường phải đứng ra lãnh trách nhiệm tung đòn kết liễu đối thủ, còn đồng đội của nó chỉ thi thoảng phụ họa rồi hưởng thành quả.[8][68][69]
- Nhiều chuyên gia, nhà thuần hóa thú, quản lý vườn thú và một số Viện nghiên cứu trên thế giới suy đoán rằng hổ sẽ thường giành chiến thắng trong cuộc chiến tay đôi, hổ có thể mạnh và hung hãn hơn sư tử, bởi chúng mẫn cảm và dẻo dai hơn. Nếu một con hổ đực giao đấu với một con sư tử đực thì sư tử thường thất bại. Trong những cuộc đọ sức giữa hổ Bengal và sư tử thì nhiều ý kiến cho rằng hồ Bengal trội hơn để giành chiến thắng.[70][71][72][73][74] Chủ sở hữu của khu dự trữ Londolozi ở Nam Phi là John Varty phát biểu rằng "Mọi người luôn hỏi tôi con nào mạnh hơn? Nếu một con hổ và một con sư tử có một cuộc chiến tay đôi thì con nào sẽ giành chiến thắng? Tôi đã từng nhìn thấy con hổ gặm nát mai của một con rùa báo trưởng thành dễ như bỡn..... Và nếu có một cuộc chiến, các con hổ sẽ giành chiến thắng, vào mọi lúc".[70]
- Một tổ chức cứu hộ động vật nổi tiếng mang tên Big Cat Rescue của Tampa ở vùng Florida đã trả lời rằng: "Trong khi chúng tôi rất muốn mọi người tập trung nghĩ đến việc bảo vệ những động vật tuyệt vời của chúng ta thì nhiều người lại quan tâm đến việc ai sẽ giành chiến thắng nếu một cuộc chiến sư tử và hổ, sức mạnh của hai con mèo lớn nhất dường như luôn là câu hỏi trong tâm trí của mọi người. Kết quả của cuộc chiến sẽ phụ thuộc vào tuổi, giới, kích thước và sự hung hãn, tính gây hấn của các loài động vật trong trận chiến, nhưng nói chung con hổ có một lợi thế đáng kể".[71]

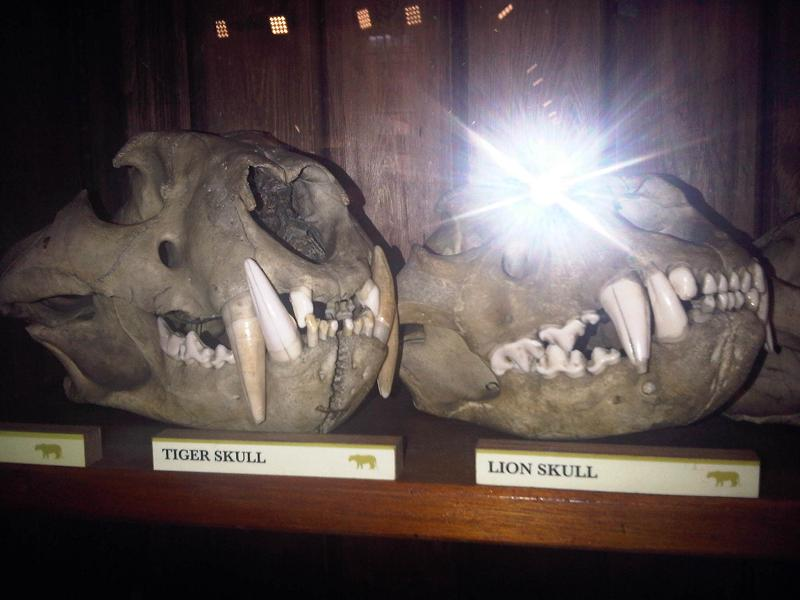
So sánh hộp sọ giữa hổ (trái) và sư tử (phải)

- Quỹ Bảo tồn từ thiện hổ Trung Quốc với dự án dã thú hóa hổ ở Nam Phi đã nói thẳng thừng rằng "Những nghiên cứu gần đây chỉ ra rằng hổ thực sự mạnh hơn so với các con sư tử về mặt thể chất. Những con sư tử có cuộc sống bầy đàn vì vậy nó sẽ là sức mạnh của một nhóm trong khi đó những con hổ như một sinh vật đơn độc, do đó, một con hổ nói chung là thể chất tốt hơn một con sư tử. Hầu hết các chuyên gia sẽ ủng hộ rằng một con hổ Siberia hay hổ Bengal trên cơ một con sư tử châu Phi".[72] Một tài liệu của National Geographic Channel có tựa đề "Những con Sư tử châu Á cuối cùng" (The Last Lions of Asia) đã đề cập rằng một con hổ có một lợi thế trọng lượng trên 50 kg so với một con sư tử, và có thể giết chết một con sư tử trong cuộc chiến.[75]
- Một chuyên gia nghiên cứu về sư tử, Craig Packer, Giám đốc Trung tâm Nghiên cứu Sư tử và đồng sáng lập của dự án Savannahs Forever Tanzania và một giáo sư tại Đại học Minnesota thuộc ngành sinh thái, tiến hóa, và hành vi đã đưa ra ý kiến của mình về kết quả của cuộc chiến như vậy. Ông nói rằng một bầy sư tử sẽ đuổi theo một con hổ đơn độc nếu chúng bắt gặp, nhưng trong trường hợp một con sư tử đơn độc phải đối đầu với một con hổ thì con hổ có một lợi thế hơn so với con sư tử đơn độc trong cuộc chiến tay đôi.
- Tờ Bưu điện Washington của Mỹ số ra ngày 11 tháng 6 năm 1909 đã thống kê và trả lời các câu hỏi liên quan đến chủ đề hổ và sư tử ai mạnh hơn và giải đáp thắc mắc rằng: Câu hỏi hay được đăng ký là liệu các con sư tử hoặc cọp thì con thú đáng gờm hơn. Bằng chứng dường như là có lợi cho hổ hơn, một vài trường hợp thể hiện trên hồ sơ của những con hổ nuôi nhốt đã giết chết con sư tử, nhưng có vẻ như là không có trường hợp về một con sư tử giết chết một con hổ trưởng thành được biết đến.[76]
- John Smith Clarke một nhà thuần hóa sư tử người Anh cho biết ý kiến của ông trong một bài thuyết trình về cuộc chiến giữa một con hổ và một con sư tử đăng trên tờ Glasgow Zoological Society thì trong 100 cuộc chiến thì 100 con hổ sẽ luôn luôn đánh bại những sư tử vì chúng nhanh nhẹn hơn, và mạnh mẽ, nó không vụng về, được trang bị tốt và có nhiều cách chiến đấu đa dạng. Khi đánh nhau, con hổ rất thường xuyên dùng chiến thuật vòng ra phía sau lưng sư tử để tập kích và giay nghiến cho đến khi đánh bại con sư tử[74]
- Theo báo Văn hoá đã từng có một cuộc thử nghiệm sức mạnh giữa hổ và sư tử. Theo đó, người ta đã tiến hành một cuộc thử nghiệm tổ chức cuộc đấu giữa hổ và sư tử. Hai con sư tử và hổ ở độ tuổi tương đương cùng cân nặng 250 kg được nhốt ở hai nơi khác nhau và cho nhịn đói suốt hai ngày. Sau đó chúng được thả vào một đấu trường có một chậu thịt bò tươi nên đã có một cuộc quyết đấu để giành miếng ăn. Ban đầu, nhờ cái đầu to, bờm xù và khí thế hung hãn, sư tử có phần áp đảo hổ. Nhưng càng về sau sức chịu đựng bền bỉ cùng với cặp chân sau mạnh mẽ của hổ đã phát huy tác dụng và dần dần giúp hổ giành lại ưu thế. Sư tử tỏ ra yếu thế dần. Hổ đã ngoạm được vào bờm sư tử rồi dùng hết sức lăng mạnh khiến sư tử văng xa và bị thương, hoàn toàn kiệt sức. Nó chỉ còn cách nằm yên và thủ thế. Hổ tuy thắng thế nhưng cũng đã vắt kiệt hết sức lực sau cú ra đòn quyết định. Qua cuộc đấu này có thể xác định nhà vô địch thế giới động vật trên cạn là hổ và hổ xứng danh là Chúa sơn lâm.[77]
- Trong ghi chép của lịch sử thì hổ và sư tử đã thường xuyên chiến đấu trong điều kiện nuôi nhốt và hổ thường chiến thắng,[78] thậm chí là thỉnh thoảng trong các cuộc chiến gần đây cũng tương tự.[17]
- Vào thời La Mã cổ đại, trong các rạp xiếc, những con dã thú thường được tổ chức đọ sức với nhau, những dã thú ăn thịt hoặc có sức mạnh như hổ, sư tử, gấu, báo, voi rừng, tê giác, lợn lòi.... được sắp xếp trong một cuộc đấu mua vui cho giới quý tộc cũng như giới bình dân để giải trí cũng như thỏa mãn mục sở thị. Những bức phù điêu, chạm trổ trong một thần điện tại Pompeii cho thấy một cuộc chiến giữa một con sư tử và hổ.[79] Cuộc quyết đấu giữa cặp đôi hổ và sư tử được coi là kinh điển nhất và tỷ lệ đặt cược thường ủng hộ cho những con hổ.[80][81] và trong những cuộc chiến như thế này, hổ thường giành phần thắng và là kẻ cuối cùng bước ra khỏi đấu trường [17][82][83]
- Một sĩ quan người Anh người cư trú nhiều năm tại Sierra Leone cho biết đã chứng kiến nhiều con sư tử và hổ đánh nhau, và cho hay con hổ thường giành chiến thắng.[84]

### Nghiêng về sư tử
- Animal Face-Off (tạm dịch: Cuộc chiến mãnh thú), một chương trình truyền hình phát sóng trên Discovery Channel, xoay quanh các cuộc chiến giả thiết giữa các loài vật, với ý kiến các chuyên gia, công nghệ mô phỏng hình ảnh bằng máy tính (CGI) và mô hình được sử dụng để thu thập dữ liệu về các loài động vật, chẳng hạn như sức mạnh, lực cắn, vv. Trong một cuộc chiến giả thiết giữa một sư tử châu Á và một hổ Bengal, con sư tử đã chiến thắng.[85]
- Clyde Beatty, huấn luyện viên động vật và người biểu diễn xiếc, và sở hữu một số hổ, sư tử, linh cẩu, và động vật hoang dã khác, tin rằng 9 trong số 10 lần, "một con sư tử phát triển đầy đủ sẽ hạ một con hổ trưởng thành". Ông cho biết kể từ khi ông lần đầu tiên bắt đầu huấn luyện các loài động vật, 25 con hổ đã bị giết trong các đấu trường xiếc, nhưng chưa có một trường hợp sư tử nào như thế.[86]
- Nhà Tự nhiên học nổi tiếng và bảo tồn của Ấn Độ, Kailash Sankhala viết trong cuốn sách Tiger của ông rằng con hổ sẽ khó đến gần sư tử vì bờm dày của chúng, nhưng mà con hổ sẽ dễ bị sư tử làm tổn thương, ông cho rằng hổ không thể có tương đương sức mạnh như sư tử. Ông có đề cập đến việc một lần một hoàng tử Ấn Độ đã tổ chức một cuộc chiến giữa một con sư tử và một con hổ, và trong lần đó, con sư tử đã thắng và giết hổ.[87]
- Nhà huấn luyện Bert Nelson, người đã chứng kiến một cuộc vật lộn giữa sư tử và hổ, nói rằng hổ sẽ đầu hàng 'sớm' hơn sư tử.

## Những cuộc đụng độ đã được quan sát

### Trong điều kiện giam cầm

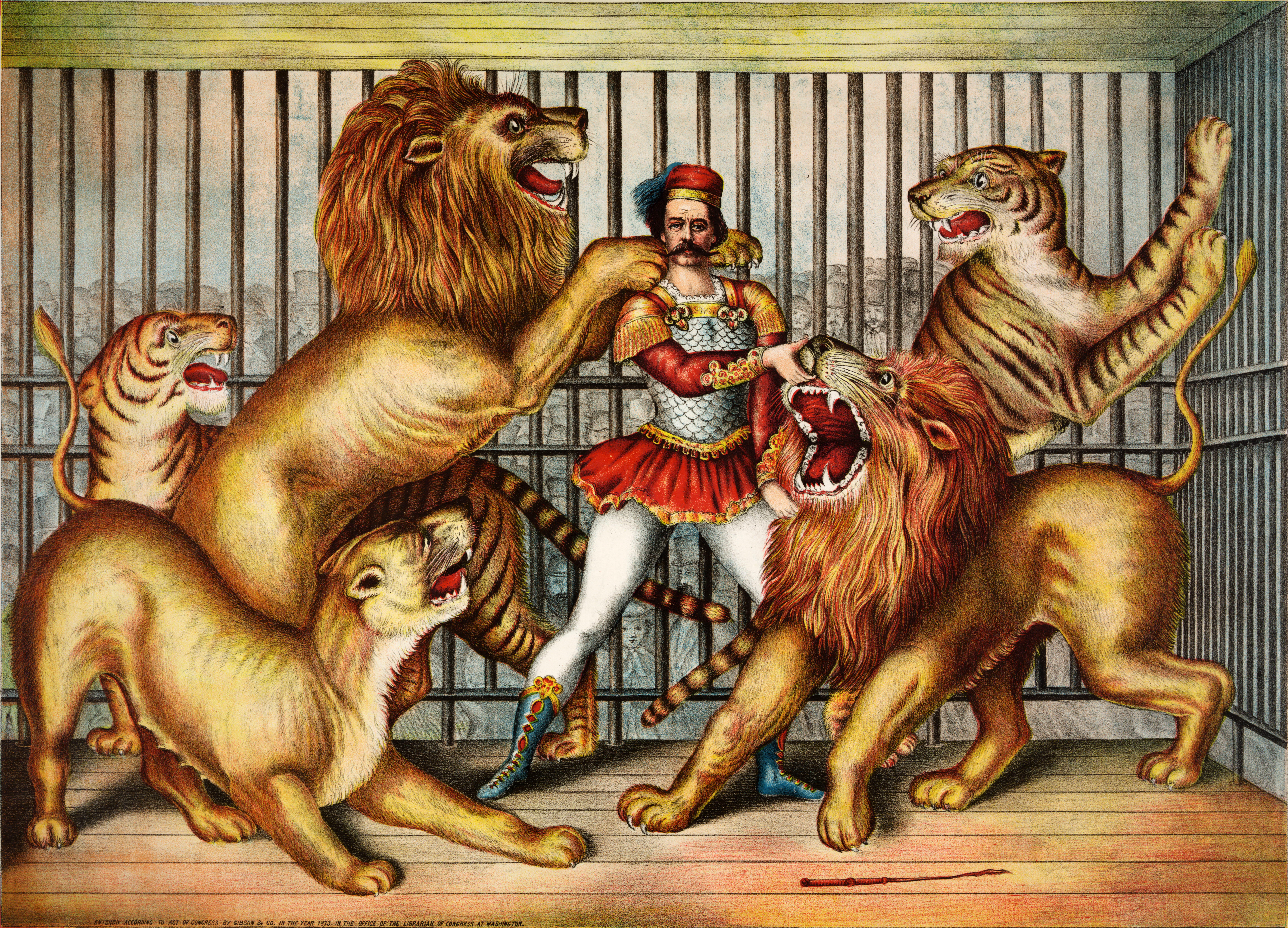
Họa phẩm sư tử và hổ trong rạp xiếc

- Năm 1830, một con hổ tấn công sư tử tại một trại chăn nuôi ở Turin, Rome. Mặc dù đã bị tấn công trước, sư tử vẫn đè được hổ xuống và dùng hàm kẹp cổ nó. Con hổ đã chết sau đó.[88]
- Dưới triều đại của Titus vị Hoàng đế La Mã, những con hổ Bengal phải chiến đấu với những con sư tử châu Phi to khỏe và hổ luôn đánh bại những con sư tử. Ban đầu, ông ta cho những con hổ Bengal đọ sức với những con sư tử Numidia có vóc dáng nhỏ bé và con hổ đã dễ dàng đánh bại chúng. Do đó, hoàng đế muốn hổ chiến đấu với những con sư tử châu Phi to lớn hơn, và những trận quyết đấu như vậy đã diễn ra theo ý chí của Hoàng đế và con hổ vẫn luôn chiến thắng con sư tử.[89]
- Vào thời Trung cổ, một vài con sư tử tặng phẩm được gửi đến châu Âu: Đức, Anh, Pháp và Ý. Trong đó bộ sưu tập động vật đầu tiên là một thuộc về vua Henry I của Anh và được chuyển về tháp Luân Đôn. Đôi khi con sư tử trong tình thế buộc phải cấu xé với hổ thì dường như những con hổ luôn luôn dành phần hơn.
- Một hoàng tử Ấn Độ tại khuôn viên cung điện của mình đã cho tổ chức một cuộc chiến và quay phim lại. Sư tử đã giết chết hổ, theo Kailash Sankhala (1978).[90]
- Một con hổ thuộc về nhà vua Oude của Vương triều Awadh đã giết 30 con sư tử và đánh bại nhiều con sư tử khác sau khi nó được chuyển đến một vườn thú ở Luân Đôn[91] Vào cuối thế kỷ 19, Vương triều Gaekwad Baroda ở vùng Tây Ấn Độ cũng thường xuyên sắp xếp một cuộc chiến giữa một con sư tử Bắc Phi và hổ Bengal trước hàng ngàn người xem. Năm 1899, vương triều Gaekwad ủng hộ sư tử của họ và đã cá cược 37.000 rupee cho một con sư tử nếu nó chiến thắng nhưng kết quả nó lại bị hổ đánh cho tơi tả.[3][92]
- Vào tháng 7 năm 1808, Sylvanus Urban nói rằng ông Bolton có một người bạn tuyên bố đã nhìn thấy cuộc chiến giữa sư tử và hổ tại một rạp xiếc ở Verona. Mặc dù con hổ đã tấn công trước, nó đã chịu thua con sư tử mạnh hơn.[93]
- Thời cận đại, ghi nhận trường hợp vào năm 1857, một con hổ tại vườn thú Bromwich đã húc vỡ các lồng của một con sư tử và một cảnh hãi hùng đã xảy ra sau đó: Con sư tử đã cố gắng bảo vệ đầu của mình không bị thương bằng cái bờm dày nhưng con hổ đã tấn công vào phần bụng của con sư tử, cào lòi ruột con sư tử này và con sư tử đã chết trong vòng vài phút vì mất máu và kiệt sức.[94]
- Năm 1934, một con sư tử châu Phi trưởng thành đã giết một con hổ Bengal trưởng thành chỉ một thời gian ngắn sau khi những con vật trong rạp xiếc này được dỡ khỏi xe lửa trước khi những người huấn luyện có thể can thiệp.[95]
- Năm 1882, Tờ báo Chicago Tribune ở Mỹ có đưa tin về một con hổ đã giết một con sư tử.[96]
- Vào năm 1909, trong một vườn thú trên đảo Coney có ghi nhận sự kiện một con hổ đực đã giết chết một con sư tử đực.[97]
- Thời hiện đại, có một tường thuật về cảnh đánh nhau giữa hai loài này cũng được nêu ở vườn thú Bronx trong năm 1950, nơi một con sư tử con tên là Zambezi và một con hổ non tên là Ranee đã được đưa ra cho vờn nhau. Hai con vật bé bỏng vờn lấy nhau thường xuyên và chiến thắng luôn luôn thuộc về hổ, ông Alfred Martini, chủ vườn thú mô tả rằng hổ như một võ sĩ có kỹ năng chiến đấu tốt hơn giống như là một võ sĩ Quyền anh lanh lợi chống lại một đô vật nặng ký với những đòn đánh tinh tế (shrewder and trickier).
- Năm 1938 Bert Nelson cho biết, ở Chicago, khi 20 con sư tử và hổ cùng tham gia biểu diễn tại rạp xiếc, một cuộc ẩu đả đã xảy ra, kéo dài khoảng 10 phút. Không có trường hợp tử vong nào được đề cập, nhưng Nelson nói rằng trật tự đã được 'phục hồi' khi những con hổ sử dụng cửa thoát hiểm để chạy trốn.[98]
- Cuộc đụng độ gần đây nhất xảy ra vào tháng 3 năm 2011, tại vườn thú Ankara ở Thổ Nhĩ Kỳ, một con hổ Bengal đã giết chết một con sư tử sau khi tìm đường vượt qua hàng rào ngăn cách giữa các con vật. Con hổ đã giết sư tử chỉ bằng một nhát cào bằng móng sắc vào tĩnh mạch cảnh của con sư tử. Con sư tử chết nằm trong vũng máu vì bị con hổ hung dữ tấn công.[99][100] Tờ Pravda của Nga cho hay, con hổ đã giết sư tử bằng một nhát cào bằng móng sắc vào tĩnh mạch cảnh đối phương. Dẫn lời các quan chức vườn thú nói lại, con hổ thò chân trước qua khe cửa ngăn cách và cào rất mạnh và nhanh vào cổ sư tử và sư tử gần như chết ngay lập tức. Thế nhưng, camera lại ghi được cảnh con hổ xé toang hàng rào và xé luôn sư tử thành từng mảnh nhỏ.[101] Theo thông tin khác thì con hổ khi phát hiện một lỗ hổng trong hàng rào ngăn cách với chuồng sư tử lập tức chui qua và bằng một phát cắn duy nhất vào cổ sử tử đã giết chết nó[102]
- Một vườn động vật tại Trung Quốc có xảy ra chuyện một con hổ vào nhầm chuồng sư tử và bị sư tử cắn chết.[77] Một sự kiện ghi lại cũng cho biết một con sư tử đực châu Phi nặng 110 kg đã giết chết một con hổ cái nặng 90 kg ở một vườn thú thuộc đảo Tế Châu của Hàn Quốc, con hổ đã nhảy xuống cái mương nơi có con sư tử và bị tập kích giết chết.

### Trong tự nhiên
- Herne (1855) đề cập rằng trong khu rừng rậm Ấn Độ giữa làng Elaw, thành phố Baroche và Vịnh Cambay, phía bắc thành phố Surat và Ghauts, cách khu làng khoảng 6 hoặc 7 dặm (9,7 hoặc 11,3 km), anh ta và nhóm của mình, bao gồm cả người dân địa phương, nghe thấy tiếng hổ gầm. Lần theo, họ thoáng thấy một con hổ đã tấn công một người dân địa phương. Nó ngay lập tức biến mất cùng với nạn nhân. Sau khi đuổi theo khoảng 50 mét, họ nghe thấy tiếng gầm của sư tử, âm thanh gầm gừ này chứng tỏ rằng nó đang trong một cuộc tranh chấp với con hổ. Không chỉ bắt gặp sư tử và hổ đang vật lộn với nhau, sau khi băng qua bụi rậm, cả nhóm còn thấy cả người đàn ông nạn nhân của hổ. Tác giả gọi cả sư tử và hổ là "bạo chúa của khu rừng", vì chúng tấn công những sinh vật yếu hơn. Con hổ có kích thước tương đương sư tử, nhưng nhanh nhẹn hơn. Đối với sư tử, nó sử dụng sức mạnh lớn hơn và phần bờm, có phần sâu hơn so với những người anh em châu Phi to lớn của nó, có thể bảo vệ đầu và cổ khỏi móng vuốt của hổ. Mặc dù vậy, nó không bảo vệ được các bộ phận khác của cơ thể, chẳng hạn như lưng. Chúng quyết tâm và can đảm ngang nhau, nhưng con sư tử đã chịu đựng tốt hơn. Nó tóm được cổ con hổ, xoay lưng lại và giết nó bằng cách cào rách toạc bụng.[103]
- Tờ The Sun (New York) đưa tin, tại một ngôi làng Ấn Độ đông đúc ở bờ một con lạch nối với sông Cauvery, cách Bangalore khoảng 30 dặm (48,3 km) về phía tây bắc của Bangalore, một thợ săn đang bị thương bởi nọc độc phát hiện ra mình đã bị vây giữa một con hổ và một con sư tử. Con hổ là "một con quen thuộc to lớn đã được bắt gặp trong suốt 15 năm qua" và có các chi rất cơ bắp. Con sư tử đực là "cỡ vừa." Cả hai con đều đang theo dõi anh ta, nhưng ban đầu chúng không để ý đến nhau, vì chúng bị ngăn cách bởi một bức tường cao khoảng 4 ft (120 cm) và sự chú ý của chúng đổ dồn vào nhân chứng. Khi chúng đến gần anh ta hơn, con hổ đã đánh mùi thấy sư tử, và tỏ ra giận dữ, bao gồm cả việc tạo ra một tiếng ồn khiến người ở gần phải giật mình. Con sư tử nhe nanh để đáp trả, và sau khi đến đoạn cuối bức tường, nó gầm lên với kẻ thù. Ngay sau khi đầu sư tử lộ ra khỏi bức tường, con hổ đang cúi mình liền vồ lấy và lăn lộn. Hổ thường giết nạn nhân bằng cách cắn vào cổ họng, và giữ chúng đủ lâu nếu cần thiết [104], nhưng đó không phải là trong trường hợp này. Mặc dù người kể chuyện mô tả sự khác nhau về kích thước giữa hai con, và dù hổ nhanh nhẹn hơn sư tử, cổ của nó dễ bị sư tử tấn công hơn. Vì những lý do như vậy, nhìn chung thì một trong hai con khó đánh bại được con kia. Sau khi chúng tạm thời rút lui, người thợ săn có thể thấy rằng cả hai đều đã bị thương. Dù vậy, chúng vẫn rất quyết tâm tiêu diệt lẫn nhau. Sư tử và hổ lần lượt gầm lên và gầm gừ đe dọa. Người kể chuyện tin rằng sự thù địch của chúng có thể là do cả hai đã định săn anh ta cùng một lúc. Con hổ vồ vào lưng sư tử, lăn qua lăn lại, ngã xuống rồi lại vùng dậy. Con sư tử dường như bất lực khi con hổ giữ chặt được vai trước của nó, nhưng nó đã vùng dậy và tóm được cổ con hổ. Con hổ tưởng chừng đã vô vọng, thế rồi nó thực hiện một động tác với móng vuốt chân sau để buộc sư tử phải nhả ra. Mặc dù lần này hổ là kẻ gây hấn, cuộc chiến giờ đây dường như là bất phân thắng bại. Chúng chảy máu từ mũi đến đuôi khi rời khỏi nhân chứng, về phía con lạch. Chúng lao xuống làn nước sâu khoảng 2 ft (61 cm), và điều này đã kết thúc cuộc chiến. Chúng thoái lui khỏi nhau, đi khập khiễng vào rừng.[105][106][107]
- Sự kình địch giữa sư tử châu Á và hổ Siberia được đề cập trong tác phẩm của Hamilton M. Wright Cuộc gọi San Francisco (1911).[108]